# Eleições legislativas portuguesas de 1987 no distrito de Évora
| Eleições legislativas portuguesas de 1987 Distritos: Aveiro \| Beja \| Braga \| Bragança \| Castelo Branco \| Coimbra \| Évora \| Faro \| Guarda \| Leiria \| Lisboa \| Portalegre \| Porto \| Santarém \| Setúbal \| Viana do Castelo \| Vila Real \| Viseu \| Açores \| Madeira \| Estrangeiro |

## Resultados por Concelho
Os resultados nos concelhos do Distrito de Évora foram os seguintes:

### Alandroal
| Partido                 | Partido                        | Votos | %               | +/-   |
| ----------------------- | ------------------------------ | ----- | --------------- | ----- |
|                         | Coligação Democrática Unitária | 2 496 | 50,55 / 100,00  | 2,30  |
|                         | Partido Social Democrata       | 1 193 | 24,16 / 100,00  | 10,66 |
|                         | Partido Socialista             | 594   | 12,03 / 100,00  | 0,14  |
|                         | Partido Renovador Democrático  | 269   | 5,45 / 100,00   | 7,04  |
|                         | Centro Democrático e Social    | 94    | 1,90 / 100,00   | 0,64  |
|                         | Outros                         | 171   | 3,48 / 100,00   |       |
| Votos Inválidos         | Votos Inválidos                | 121   | 2,45 / 100,00   | 0,20  |
| Total                   | Total                          | 4 938 | 100,00 / 100,00 |       |
| Eleitorado/Participação | Eleitorado/Participação        | 6 649 | 74,27 / 100,00  | 4,64  |

### Arraiolos
| Partido                 | Partido                         | Votos | %               | +/-   |
| ----------------------- | ------------------------------- | ----- | --------------- | ----- |
|                         | Coligação Democrática Unitária  | 2 657 | 47,52 / 100,00  | 5,74  |
|                         | Partido Social Democrata        | 1 521 | 27,20 / 100,00  | 11,53 |
|                         | Partido Socialista              | 585   | 10,46 / 100,00  | 1,13  |
|                         | Partido Renovador Democrático   | 340   | 6,08 / 100,00   | 5,66  |
|                         | Movimento Democrático Português | 126   | 2,25 / 100,00   | -     |
|                         | Centro Democrático e Social     | 88    | 1,57 / 100,00   | 0,87  |
|                         | Outros                          | 162   | 2,91 / 100,00   |       |
| Votos Inválidos         | Votos Inválidos                 | 112   | 2,01 / 100,00   | 0,18  |
| Total                   | Total                           | 5 591 | 100,00 / 100,00 |       |
| Eleitorado/Participação | Eleitorado/Participação         | 7 024 | 79,60 / 100,00  | 3,92  |

### Borba
| Partido                 | Partido                           | Votos | %               | +/-   |
| ----------------------- | --------------------------------- | ----- | --------------- | ----- |
|                         | Partido Social Democrata          | 1 658 | 31,73 / 100,00  | 14,84 |
|                         | Coligação Democrática Unitária    | 1 530 | 29,28 / 100,00  | 7,94  |
|                         | Partido Socialista                | 927   | 17,74 / 100,00  | 2,11  |
|                         | Partido Renovador Democrático     | 548   | 10,49 / 100,00  | 8,41  |
|                         | Centro Democrático e Social       | 118   | 2,26 / 100,00   | 1,52  |
|                         | Partido Socialista Revolucionário | 64    | 1,22 / 100,00   | 0,41  |
|                         | Outros                            | 208   | 3,98 / 100,00   |       |
| Votos Inválidos         | Votos Inválidos                   | 172   | 3,29 / 100,00   | 0,25  |
| Total                   | Total                             | 5 225 | 100,00 / 100,00 |       |
| Eleitorado/Participação | Eleitorado/Participação           | 6 886 | 75,88 / 100,00  | 5,57  |

### Estremoz
| Partido                 | Partido                           | Votos  | %               | +/-   |
| ----------------------- | --------------------------------- | ------ | --------------- | ----- |
|                         | Partido Social Democrata          | 4 550  | 41,42 / 100,00  | 15,04 |
|                         | Coligação Democrática Unitária    | 2 641  | 24,04 / 100,00  | 5,90  |
|                         | Partido Socialista                | 1 599  | 14,56 / 100,00  | 2,00  |
|                         | Partido Renovador Democrático     | 1 029  | 9,37 / 100,00   | 9,66  |
|                         | Centro Democrático e Social       | 337    | 3,07 / 100,00   | 1,11  |
|                         | Partido Socialista Revolucionário | 123    | 1,12 / 100,00   | 0,20  |
|                         | Outros                            | 424    | 3,87 / 100,00   |       |
| Votos Inválidos         | Votos Inválidos                   | 281    | 2,56 / 100,00   | 1,09  |
| Total                   | Total                             | 10 984 | 100,00 / 100,00 |       |
| Eleitorado/Participação | Eleitorado/Participação           | 14 577 | 75,35 / 100,00  | 3,83  |

### Évora
| Partido                 | Partido                         | Votos  | %               | +/-   |
| ----------------------- | ------------------------------- | ------ | --------------- | ----- |
|                         | Partido Social Democrata        | 11 331 | 36,65 / 100,00  | 15,02 |
|                         | Coligação Democrática Unitária  | 9 060  | 29,30 / 100,00  | 5,55  |
|                         | Partido Socialista              | 4 971  | 16,08 / 100,00  | 2,20  |
|                         | Partido Renovador Democrático   | 2 968  | 9,60 / 100,00   | 10,52 |
|                         | Centro Democrático e Social     | 691    | 2,23 / 100,00   | 1,72  |
|                         | Movimento Democrático Português | 333    | 1,08 / 100,00   | -     |
|                         | Outros                          | 978    | 3,16 / 100,00   |       |
| Votos Inválidos         | Votos Inválidos                 | 586    | 1,89 / 100,00   | 0,55  |
| Total                   | Total                           | 30 918 | 100,00 / 100,00 |       |
| Eleitorado/Participação | Eleitorado/Participação         | 42 066 | 73,50 / 100,00  | 7,28  |

### Montemor-o-Novo
| Partido                 | Partido                        | Votos  | %               | +/-  |
| ----------------------- | ------------------------------ | ------ | --------------- | ---- |
|                         | Coligação Democrática Unitária | 6 876  | 50,85 / 100,00  | 4,42 |
|                         | Partido Social Democrata       | 3 162  | 23,38 / 100,00  | 8,53 |
|                         | Partido Socialista             | 1 888  | 13,96 / 100,00  | 0,49 |
|                         | Partido Renovador Democrático  | 724    | 5,35 / 100,00   | 4,08 |
|                         | Centro Democrático e Social    | 199    | 1,47 / 100,00   | 0,58 |
|                         | Outros                         | 412    | 3,05 / 100,00   |      |
| Votos Inválidos         | Votos Inválidos                | 261    | 1,93 / 100,00   | 0,06 |
| Total                   | Total                          | 13 522 | 100,00 / 100,00 |      |
| Eleitorado/Participação | Eleitorado/Participação        | 16 542 | 81,74 / 100,00  | 3,51 |

### Mora
| Partido                 | Partido                        | Votos | %               | +/-   |
| ----------------------- | ------------------------------ | ----- | --------------- | ----- |
|                         | Coligação Democrática Unitária | 2 172 | 46,13 / 100,00  | 3,72  |
|                         | Partido Social Democrata       | 1 462 | 31,05 / 100,00  | 11,04 |
|                         | Partido Socialista             | 494   | 10,49 / 100,00  | 0,89  |
|                         | Partido Renovador Democrático  | 228   | 4,84 / 100,00   | 4,21  |
|                         | Centro Democrático e Social    | 96    | 2,04 / 100,00   | 2,09  |
|                         | Outros                         | 156   | 3,32 / 100,00   |       |
| Votos Inválidos         | Votos Inválidos                | 100   | 2,13 / 100,00   | 0,27  |
| Total                   | Total                          | 4 708 | 100,00 / 100,00 |       |
| Eleitorado/Participação | Eleitorado/Participação        | 5 844 | 80,56 / 100,00  | 3,84  |

### Mourão
| Partido                 | Partido                           | Votos | %               | +/-   |
| ----------------------- | --------------------------------- | ----- | --------------- | ----- |
|                         | Partido Social Democrata          | 747   | 40,36 / 100,00  | 16,29 |
|                         | Coligação Democrática Unitária    | 384   | 20,75 / 100,00  | 7,73  |
|                         | Partido Socialista                | 323   | 17,45 / 100,00  | 2,26  |
|                         | Partido Renovador Democrático     | 184   | 9,94 / 100,00   | 6,30  |
|                         | Centro Democrático e Social       | 48    | 2,59 / 100,00   | 0,35  |
|                         | Partido Socialista Revolucionário | 23    | 1,24 / 100,00   | 0,35  |
|                         | Outros                            | 62    | 3,36 / 100,00   |       |
| Votos Inválidos         | Votos Inválidos                   | 80    | 4,33 / 100,00   | 0,07  |
| Total                   | Total                             | 1 851 | 100,00 / 100,00 |       |
| Eleitorado/Participação | Eleitorado/Participação           | 2 740 | 67,55 / 100,00  | 1,03  |

### Portel
| Partido                 | Partido                        | Votos | %               | +/-   |
| ----------------------- | ------------------------------ | ----- | --------------- | ----- |
|                         | Coligação Democrática Unitária | 2 354 | 49,43 / 100,00  | 5,25  |
|                         | Partido Social Democrata       | 1 117 | 23,46 / 100,00  | 10,91 |
|                         | Partido Socialista             | 741   | 15,56 / 100,00  | 0,33  |
|                         | Partido Renovador Democrático  | 175   | 3,67 / 100,00   | 5,51  |
|                         | Centro Democrático e Social    | 65    | 1,36 / 100,00   | 0,08  |
|                         | Outros                         | 186   | 3,91 / 100,00   |       |
| Votos Inválidos         | Votos Inválidos                | 124   | 2,60 / 100,00   | 0,25  |
| Total                   | Total                          | 4 762 | 100,00 / 100,00 |       |
| Eleitorado/Participação | Eleitorado/Participação        | 6 571 | 72,47 / 100,00  | 4,94  |

### Redondo
| Partido                 | Partido                           | Votos | %               | +/-  |
| ----------------------- | --------------------------------- | ----- | --------------- | ---- |
|                         | Coligação Democrática Unitária    | 1 763 | 37,70 / 100,00  | 2,41 |
|                         | Partido Social Democrata          | 1 244 | 26,60 / 100,00  | 8,69 |
|                         | Partido Socialista                | 695   | 14,86 / 100,00  | 2,37 |
|                         | Partido Renovador Democrático     | 478   | 10,22 / 100,00  | 8,62 |
|                         | Centro Democrático e Social       | 124   | 2,65 / 100,00   | 0,48 |
|                         | Partido Socialista Revolucionário | 65    | 1,39 / 100,00   | 0,21 |
|                         | União Democrática Popular         | 52    | 1,11 / 100,00   | 0,41 |
|                         | Outros                            | 136   | 2,90 / 100,00   |      |
| Votos Inválidos         | Votos Inválidos                   | 119   | 2,54 / 100,00   | 0,26 |
| Total                   | Total                             | 4 676 | 100,00 / 100,00 |      |
| Eleitorado/Participação | Eleitorado/Participação           | 6 707 | 69,72 / 100,00  | 6,57 |

### Reguengos de Monsaraz
| Partido                 | Partido                           | Votos | %               | +/-   |
| ----------------------- | --------------------------------- | ----- | --------------- | ----- |
|                         | Partido Social Democrata          | 1 959 | 29,79 / 100,00  | 13,29 |
|                         | Coligação Democrática Unitária    | 1 840 | 27,98 / 100,00  | 6,03  |
|                         | Partido Socialista                | 1 707 | 25,96 / 100,00  | 3,54  |
|                         | Partido Renovador Democrático     | 501   | 7,62 / 100,00   | 8,15  |
|                         | Centro Democrático e Social       | 129   | 1,96 / 100,00   | 1,55  |
|                         | Partido Socialista Revolucionário | 87    | 1,32 / 100,00   | 0,29  |
|                         | Outros                            | 203   | 3,08 / 100,00   |       |
| Votos Inválidos         | Votos Inválidos                   | 150   | 2,28 / 100,00   | 0,93  |
| Total                   | Total                             | 6 576 | 100,00 / 100,00 |       |
| Eleitorado/Participação | Eleitorado/Participação           | 9 339 | 70,41 / 100,00  | 6,99  |

### Vendas Novas
| Partido                 | Partido                        | Votos | %               | +/-   |
| ----------------------- | ------------------------------ | ----- | --------------- | ----- |
|                         | Coligação Democrática Unitária | 2 591 | 36,52 / 100,00  | 4,47  |
|                         | Partido Social Democrata       | 2 393 | 33,73 / 100,00  | 14,39 |
|                         | Partido Socialista             | 1 062 | 14,97 / 100,00  | 0,31  |
|                         | Partido Renovador Democrático  | 452   | 6,37 / 100,00   | 8,04  |
|                         | Centro Democrático e Social    | 176   | 2,48 / 100,00   | 2,17  |
|                         | Outros                         | 267   | 3,77 / 100,00   |       |
| Votos Inválidos         | Votos Inválidos                | 154   | 2,17 / 100,00   | 0,12  |
| Total                   | Total                          | 7 095 | 100,00 / 100,00 |       |
| Eleitorado/Participação | Eleitorado/Participação        | 9 077 | 78,16 / 100,00  | 4,15  |

### Viana do Alentejo
| Partido                 | Partido                           | Votos | %               | +/-   |
| ----------------------- | --------------------------------- | ----- | --------------- | ----- |
|                         | Coligação Democrática Unitária    | 1 745 | 45,67 / 100,00  | 3,41  |
|                         | Partido Social Democrata          | 927   | 24,26 / 100,00  | 10,67 |
|                         | Partido Socialista                | 539   | 14,11 / 100,00  | 0,44  |
|                         | Partido Renovador Democrático     | 201   | 5,26 / 100,00   | 6,58  |
|                         | Partido Socialista Revolucionário | 54    | 1,41 / 100,00   | 0,16  |
|                         | Centro Democrático e Social       | 52    | 1,36 / 100,00   | 0,63  |
|                         | Movimento Democrático Português   | 49    | 1,28 / 100,00   | -     |
|                         | Outros                            | 111   | 2,90 / 100,00   |       |
| Votos Inválidos         | Votos Inválidos                   | 143   | 3,74 / 100,00   | 0,10  |
| Total                   | Total                             | 3 821 | 100,00 / 100,00 |       |
| Eleitorado/Participação | Eleitorado/Participação           | 5 019 | 76,13 / 100,00  | 5,65  |

### Vila Viçosa
| Partido                 | Partido                        | Votos | %               | +/-   |
| ----------------------- | ------------------------------ | ----- | --------------- | ----- |
|                         | Partido Social Democrata       | 2 030 | 37,75 / 100,00  | 15,33 |
|                         | Coligação Democrática Unitária | 1 641 | 30,51 / 100,00  | 6,89  |
|                         | Partido Socialista             | 877   | 16,31 / 100,00  | 0,53  |
|                         | Partido Renovador Democrático  | 377   | 7,01 / 100,00   | 9,66  |
|                         | Centro Democrático e Social    | 97    | 1,80 / 100,00   | 0,11  |
|                         | Outros                         | 221   | 4,11 / 100,00   |       |
| Votos Inválidos         | Votos Inválidos                | 135   | 2,51 / 100,00   | 0,43  |
| Total                   | Total                          | 5 378 | 100,00 / 100,00 |       |
| Eleitorado/Participação | Eleitorado/Participação        | 7 002 | 76,81 / 100,00  | 3,75  |